# Miodrag Pure Radomirović
Miodrag Pure Radomirović (Miločaj, SFRJ, 12. oktobar 1951) je srpski košarkaški trener.

## Biografija
Diplomirao je na Višoj trenerskoj školi za atletiku i košarku na Fakultetu za fizičku kulturu u Beogradu, a svoju trenersku košarkašku karijeru započeo je kao kondicioni trener u KK Sloga Kraljevo. Za vreme njegovog trenerskog staža u KK Sloga Kraljevo, formirala su se poznata košarkaška imena poput: Vlade Divca, Miloša Babića, Milomira Ognjanovića, Miljana Goljovića i mnogih drugih.
Poseduje srpsku crvenu licencu; austrijsku, nemačku, luksemburšku A licencu; FIBA trenersku licencu.
Pored rada u mnogobrojnim klubovima, paralelno je bio predavač na košarkaškoj akademiji ‘Borislav Stanković’, Megatrend univerziteta u Beogradu, kao i predavač na mnogobrojnim trenerskim klinikama u zemlji i inostranstvu. 
Od 1989. permanentno je imao trenerske angažmane u Nemačkoj (SV Brackwede Bielefeld, Hannover Flyers, Ludwigsburg, MTV Gießen, Brandt Hagen/BG Hagen, GHP Bamberg/TSV Breitengüßbach), Austriji (Wörthersee Piraten Klagenfurt, UBC St. Pölten, Graz) a trenutno radi u košarkaškom klubu EN Baskets Schwelm.
Oženjen je, a njegov sin Adam Radomirović je takođe košarkaški trener, zaposlen u košarkaškom klubu BBC Gréngewald Hueschtert u Luksemburgu.

## Publikacije
Stručni tekstovi u košarkaškim časopisima.

Knjige:
- 1991. - Vežbe za razvoj snage košarkaša
- 1995. - Košarka, fizička priprema
- 2011. - Da je znanje lako, svi bi ga imali

Redovno je referisao na trenerskim tribinama i seminarima u Jugoslaviji, Nemačkoj i Austriji.

## Spoljašnje veze
- Zvanični sajt
- Zvanični sajt kluba EN Schwelm u kome trenutno radi Архивирано на веб-сајту  (23. мај 2015)